# Iosif Sergejevič Smirnov
Svatý Iosif Sergejevič Smirnov (3. březnajul./ 15. března 1864greg., Žarki – 22. únorajul./ 7. března 1918greg., Soligalič) byl ruský protojerej Ruské pravoslavné církve a mučedník.

## Život
Narodil se 3. března 1864 ve vesnici Žarki v Kostromském ujezdu, v rodině kněze Sergije Smirnova sloužícího v chrámu Zesnutí přesvaté Bohorodice.
Roku 1871 zemřel jeho otec i matka. Jeho a pět sourozenců vychovala sestra jeho matky Jevdokija Osipovna Florenská, která žila ve vlastním domě ve vesnici Tětěrinskoje v Něrechtském ujezdu.
Roku 1874 nastoupil na Soligaličské duchovní učiliště a po jeho ukončení roku 1879 nastoupil na Kostromský duchovní seminář. Jeho studium v semináři bylo podporováno státním stipendiem.
Po absolvování semináře se stal asistentem pedagoga v Soligaličské farní škole.
Dne 2. června 1886 se oženil s Alexandrou Krutikovou. Svatba probíhala v soboru Narození přesvaté Bohorodice. Usadili se v domě jeho manželky. Spolu měli osm dětí.
Dne 22. června 1886 byl biskupem kostromským a galičským Alexandrem (Kulčickým) rukopoložen na diakona a o dva dny později na jereje. Stal se duchovním v soboru Narození přesvaté Bohorodice v Soligaliči.
Roku 1888 se začal věnovat vězňům v soligaličském vězeňském zámku. Roku 1897 byl postaven Nikolský vězeňský chrám, který byl vysvěcen v lednu 1898 a jeho správa byla svěřena soboru Narození přesvaté Bohorodice.
Roku 1895 byla u soboru otevřena farní škola a otec Ioaif se stal jejím učitelem. Kvůli zvýšené pastorační zátěži byl v říjnu 1899 odvolán z funkce učitele. Roku 1904 se stal jejím ředitelem.
Dne 12. srpna 1896 byl vyznamenán právem nosit sametově fialovou skufii.
V letech 1896-1907 byl pozorovatelem farních škol v Soligaličském ujezdu.
Dne 6. května 1900 získal právo nosit kamilavku.
Dne 27. září 1905 se stal představeným soboru přesvaté Bohorodice a 22. července 1907 byl povýšen na protojereje.
Byl poslancem Městské dumy (1906-1907), členem ujezdní sanitární výkonné komise Soligaličského ujezdu (od srpna 1907), poslancem ujezdního soligaličského sněmu (od roku 1909), členem ujezdního výboru národní střízlivosti (od 1909), člen rady Soligaličského duchovního učiliště (od 1909), učitel městského učiliště (od 1911) a reálného učiliště (od 1911).
Dne 6. května 1910 byl vyznamenán právem nosit náprsní kříž.
Získal stříbrnou medaili za službu v období cara Alexandra III. a roku 1913 kříž a bronzovou medaili k 300. výročí vlády dynastie Romanovců.
Dne 3. února 1914 mu byl udělen řád svaté Anny 3. stupně.
Dne 25. června 1914 byl jmenován blagočinným (děkanem) Bogorodico-Feodorovského monastýru.
Pokus sovětských úřadu o vyplnění a likvidaci Bogorodico-Feodorovského monastýru, vedl koncem února 1918 k povstání ve městě, v jehož důsledku přešla moc ve městě na dočasnou radu, ale její činnost trvala jen pár dní. Po příjezdu represivního oddílu do města začalo zatýkání „kontrarevolucionářů“, včetně místního duchovenstva, po němž následovaly represálie.
Na začátku března byl otec Iosif zatčen a odsouzen tribunálem za kontrarevoluční činnost k trestu smrti.
Byl popraven v noci 7. března 1918 u Nikolského vězeňského chrámu spolu s dalšími dvaceti zatčenými.
Popravení byli pohřbeni brzy ráno 8. března v hromadném hrobě městského hřbitova, poblíž zdi chrámu svatých Petra a Pavla. Na místě hromadného hrobu byl vztyčen kříž, který ve 30. letech zbourali ateisté. Kříž byl restaurován roku 1996.
Vdova Alexandra žila ještě nějakou dobu v Soligaliči. Zemřela v Kyjevě v listopadu 1943.
Dne 4. července 1996 byl rehabilitován Prokuraturou Kostromské oblasti.

## Kanonizace
Dne 27. března 1995 byl svatořečen jako místně uctívaný světec kostromské eparchie.
Dne 20. srpna 2000 jej Ruská pravoslavná církev svatořečila jako mučedníka a byl zařazen mezi Sbor všech novomučedníků a vyznavačů ruských.
Jeho svátek je připomínán 7. března (22. února – juliánský kalendář).